# 308 km (Wielkie Łuki)
308 km (ros. 308 км) – przystanek kolejowy w miejscowości Wielkie Łuki, w obwodzie pskowskim, w Rosji. Położony jest na linii Bołogoje - Newel.